# Asura strigipennis
Asura strigipennis là một loài bướm đêm thuộc phân họ Arctiinae, họ Erebidae.